# Essertin
Essertin, Estertin, war ein kleines belgisches Gewichtsmaß. 
- 1 Essertin = 1 Gramm